# Келли, Брайан (бейсболист)
Брайан Келли (англ. Bryan Keith Kelly, род. 24 февраля 1959 года, Силвер-Спринг, Мэриленд) — американский профессиональный бейсболист, выступавший на позиции питчера.
Брайан учился в колледже «Валенсия» в Орландо, Флорида. Он играл за команду этого колледжа в 1979—1980 годах. В 8 раунде драфта 11 января 1980 года Брайан Келли достался «Montreal Expos» (команда из Главной лиги бейсбола), однако драфт не был подписан.
Затем он учился в Университете Алабамы в Таскалуса (штат Алабама), играл за команду этого университета в 1981 году. По прошествии 32 лет (в 2013 году) в Алабаме помнили игры Брайана Келли и его броски мяча со скоростью 95 миль в час. 8 июня 1981 года в 6 раунде драфта Брайан достался «Детройт Тайгерс».
С тех пор, вплоть до 1987 года Брайан играл в профессиональных бейсбольных клубах, аффилированных с «Детройт Тайгерс»: Macon Peaches (1981 год), Lakeland Tigers (1981—1982 годы), Birmingham Barons (в 1982—1983 годах и в 1984 году), Evansville Triplets (1983 год), Nashville Sounds (1985—1986 годы), Toledo Mud Hens (1987 год).
В Главной лиге бейсбола Брайан дебютировал 2 сентября 1986 года за «Детройт Тайгерс». Он сыграл 2 сезона в Главной лиге бейсбола за «Детройт Тайгерс». Всего с этой командой сыграл в Главной лиге бейсбола 11 матчей (6 матчей в 1986 и 5 в 1987 году).
22 июня 1987 года «Детройт Тайгерс» обменяла Брайана в «Сиэтл Маринерс» на Карла Беста, в результате чего 1987 год Брайан заканчивал в канадской команде Calgary Cannons, которая была аффилирована с «Сиэтл Маринерс».
После 1987 года Брайан в профессиональный бейсбол не играл.